# تارسیس بونگا
تارسیس بونگا (انگلیسی: Tarsis Bonga؛ زادهٔ ۱۰ ژانویهٔ ۱۹۹۷) بازیکن فوتبال اهل آلمان است.
از باشگاه‌هایی که در آن بازی کرده‌است می‌توان به باشگاه فوتبال فورتونا دوسلدورف اشاره کرد.